# Viaduc d'Antoing
Le Viaduc d'Antoing est un pont ferroviaire situé près d'Antoing, en Belgique, sur la LGV 1 entre Bruxelles et la frontière française. Il permet aux trains de traverser l'Escaut.

## Caractéristiques
Le pont bow-string est d'une longueur de 120 mères. Il est fait de sections en forme de U avec plusieurs travées simplement appuyées sur des poutres en béton précontraint avec des portées de 50m. 
Le pont a été construit entre 1993 et 1995 pour un coût de 10,00 millions €.